# Tarjeta BAT

Una tarjeta BAT

La tarjeta BAT es un soporte de pago en medios de transporte público, gestionado por Euskotren e impulsado por el Ayuntamiento de Vitoria (España) y la Diputación Foral de Álava, que permite a sus usuarios viajar, con tarifa reducida, en distintas líneas que recorren la provincia y su capital. Fue puesta en servicio en 2008 coincidiendo con la puesta en marcha del tranvía de Vitoria, con el objetivo de sustituir paulatinamente al antiguo bonobús que llevaba vigente desde el año 2000 y se basaba en una tarjeta de contacto con chip; siendo un sistema que se desmantelaría unos años más tarde. Su nombre BAT (uno en euskera) hace referencia al uso de una única tarjeta para el uso de los dos medios de transporte existentes en Vitoria.
En la actualidad, los servicios que admiten su uso son aquellos en los que se implementó originalmente: el tranvía de Vitoria (de Euskotren Tranbia) y los autobuses urbanos de la capital (Tuvisa), a los que se han unido aquellas líneas interurbanas de toda Álava que se han integrado desde 2015 en el servicio Álava Bus. También se permite el abono con BAT en medios de fuera de la provincia como en Metro Bilbao, Dbus y todos los servicios de Euskotren Trena y Euskotren Tranbia (no se incluye ningún servicio de autobús gestionado por Euskotren Autobusa).
A fecha de 2024, se está trabajando para posibilitar la extensión del pago con BAT a todo el transporte por autobús de Euskadi (Bizkaibus, Lurraldebus, Bilbobus, Kbus Barakaldo, Irunbus, etc.) y los servicios de Renfe Cercanías de Bilbao y San Sebastián; tal y como todo el transporte de Álava tiene permitido desde 2021 abonar con las tarjetas Barik y MUGI.
El 18 de junio de 2024, el pago con tarjeta BAT se extendió a la totalidad de servicios de autobuses operativos en Vizcaya, así pues desde esa fecha se permite el uso de BAT en: Bilbobus (Bilbao), Kbus (Baracaldo), EtxebarriBus (Echévarri), Galdabusa (Galdácano), E!Busa (Erandio), LejoanBusa (Lejona) y la totalidad de servicios de Bizkaibus; además de servicios como el Funicular de Archanda (Bilbao) y el Puente de Vizcaya. Quedando a partir de esa fecha pendiente la introducción de BAT para el pago de los servicios urbanos de Guipúzcoa (a excepción de Dbus, donde lleva implantado años) y los interurbanos de la red de Lurraldebus.